# 眼帶直口非鯽
眼帶直口非鯽，為輻鰭魚綱鱸形目隆頭魚亞目慈鯛科的其中一種，被IUCN列為瀕危保育類動物，分布於非洲蒲隆地Mazimero及Nanganga河流域，體長可達7.2公分，棲息在水質清澈、沙石底質的溪流，以藻類為食，生活習性不明。

## 擴展閱讀
維基物種上的相關：眼帶直口非鯽